# Eastman Johnson

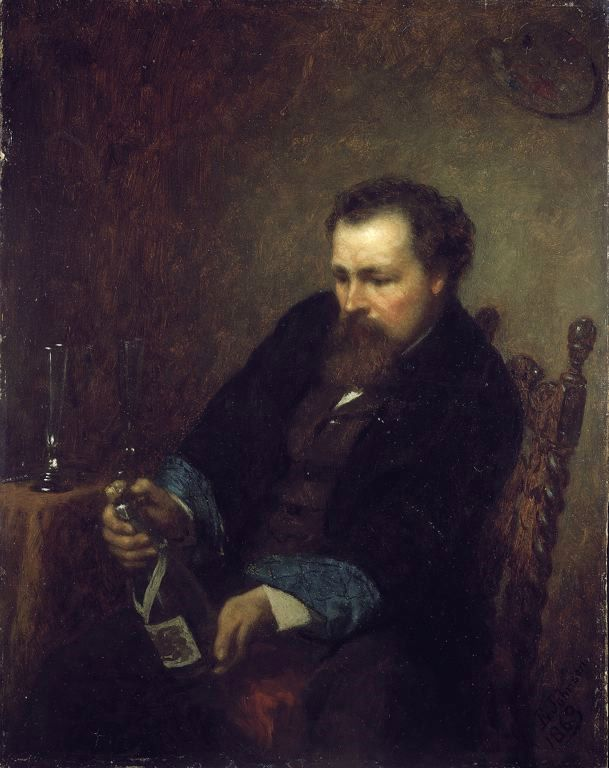
Selbstporträt, 1863

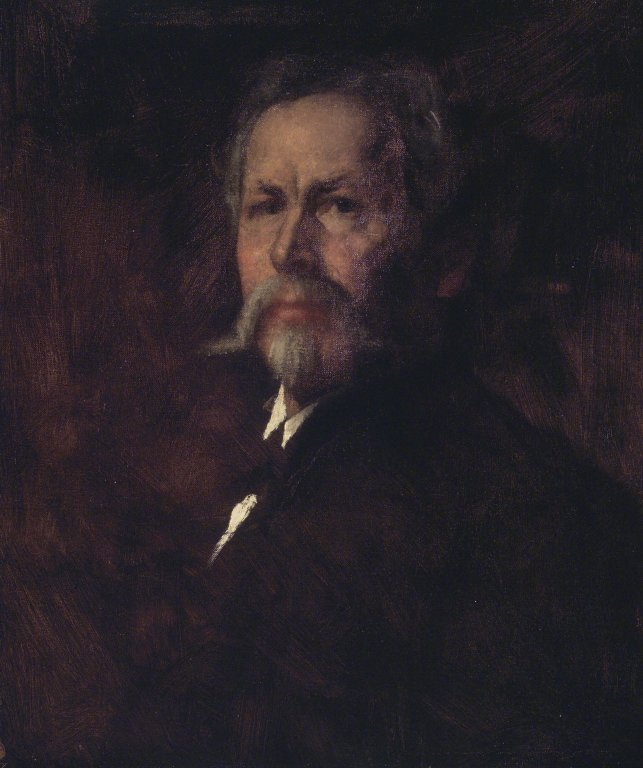
Selbstporträt, um 1890

Jonathan Eastman Johnson (* 29. Juli 1824 in Lovell, Maine; † 5. April 1906 in New York City) war ein amerikanischer Maler des 19. Jahrhunderts. Er wurde vor allem für seine Porträt- und Landschaftsmalerei bekannt und gehörte zu den ersten amerikanischen Künstlern seiner Epoche, die eine umfassende Ausbildung in Europa bekamen.

## Leben und Werk
Eastman Johnson wurde 1824 als achtes und letztes Kind von Philip Carrigan Johnson (Sekretär des Staates Maine nach 1840) und dessen Frau Mary Kimball Chandler im Oxford County in Maine geboren und wuchs in der Nähe von Fryeburg auf. 1834 zog er mit seinen Eltern nach Augusta, wo sein Vater als Mitarbeiter der Staatsregierung tätig war. 1840 begann er eine zweijährige Ausbildung im Lithografie-Geschäft von J.H. Bufford in Boston, danach war er von 1842 bis 1845 als wandernder Porträtzeichner in Neuengland und Washington, D.C. unterwegs. Vielen on 1846 bis 1849 arbeitete er als Porträtist in Boston mit der Unterstützung der Familie von Henry Wadsworth Longfellow. Dabei zeichnete er unter anderem bekannte Persönlichkeiten seiner Zeit wie Dolley Madison und John Quincy Adams.

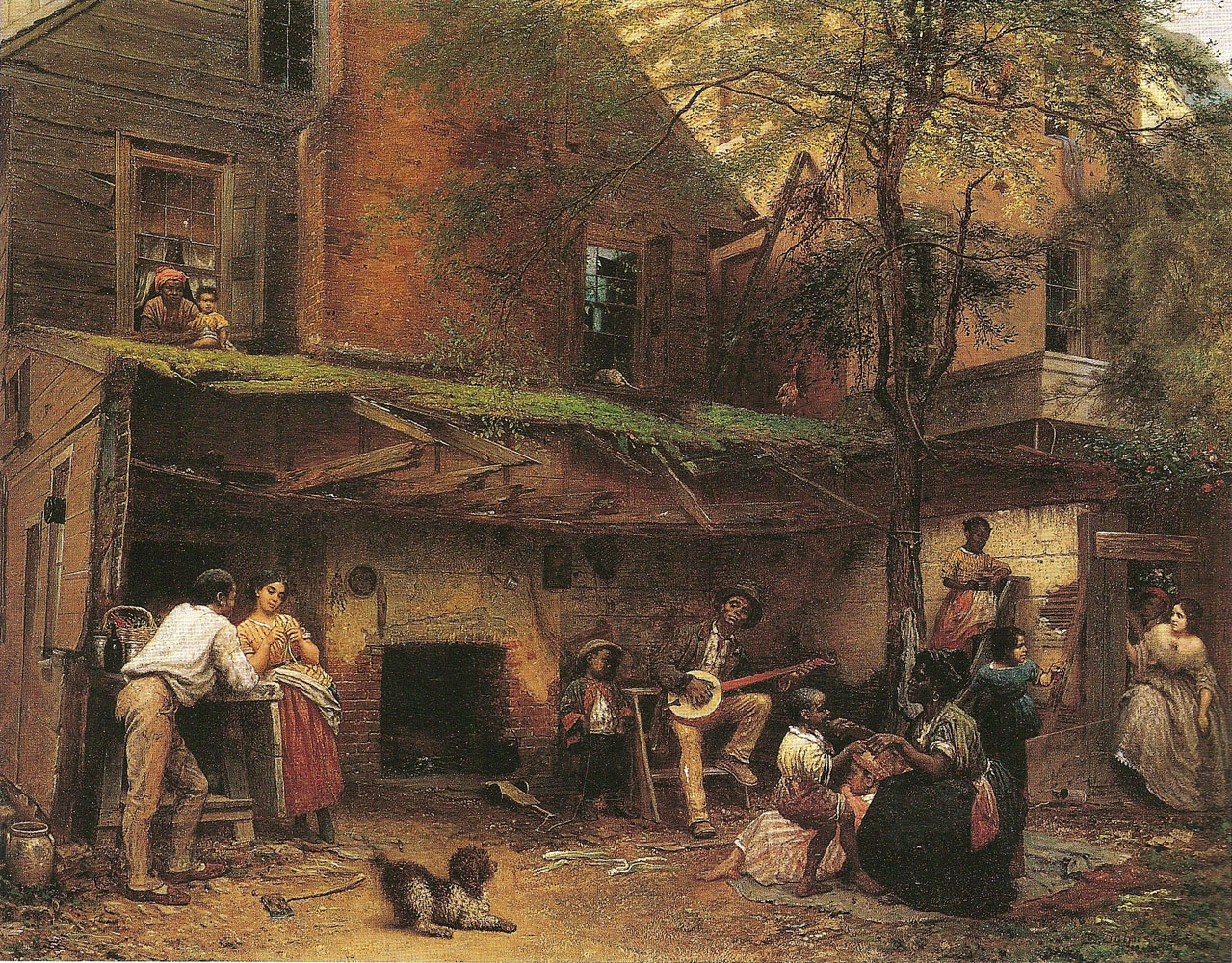
Negro Life at the South, 1859

Protegiert durch die American Art-Union in New York City kam Johnson 1849 mit George Henry Hall nach Deutschland und studierte bis 1851 in Düsseldorf an der dortigen Kunstakademie bei Heinrich Mücke. Ab Oktober 1850 schulte er sich im Atelier von Karl Ferdinand Sohn in der Porträtmalerei, ehe er im Januar 1851 in die Werkstatt von Emanuel Leutze eintrat. Ihm assistierte er 1851 bei der Herstellung des Gemäldes Washington Crossing the Delaware. Zeitgleich schuf er davon eine kleinere Kopie. Von 1850 bis 1852 war er Mitglied des Düsseldorfer Künstlervereins Malkasten. 1851 reiste er zur Weltausstellung Great Exhibition im Crystal Palace nach London; anschließend lebte er von 1851 bis 1855 in Den Haag, wo er vor allem von dem amerikanischen Botschafter August Belmont unterstützt wurde. 1855 studierte er für wenige Monate bei Thomas Couture in Paris, bevor er aufgrund des Todes seiner Mutter wieder nach Amerika zurückkehrte.
Zwischen 1855 und 1859 reiste er u. a. nach Washington D.C., Cincinnati und Superior in Wisconsin, wo er auch Indianer des Chippewa-Stammes malte. 1859 richtete er sein Atelier in New York City ein. 1859 wurde er aufgrund der Ausstellung des Werkes Negro Life at the South bei der New-York Historical Society bekannt. Er wurde erst assoziiertes Mitglied (ANA), 1860 dann Vollmitglied (NA) der National Academy of Design in New York, an der er bis 1869 lehrte. In den Folgejahren reiste er nach Maine und verbrachte ab 1870 seine Sommer in Nantucket in Massachusetts. Er malte vor allem Interieurs und ländliche Motive. 1885 und 1897 erfolgten weitere Reisen nach Europa. Zudem war Johnson in mehreren Vereinigungen aktiv, vor allem der National Academy, dem Century Club und dem Union League Club, dem Metropolitan Museum of Art, an dessen Gründung er beteiligt war, sowie der Society of American Artists. Nach 1880 widmete er sich dagegen fast ausschließlich der Porträtmalerei.

## Stil
Johnson pflegte anfänglich einen klaren und detaillierten Malstil, der an das Werk von George Charles Bingham und William Sidney Mount erinnert. Beeinflusst wurde er auch von der holländischen und flämischen Malerei des 17. Jahrhunderts sowie durch Jean-François Millet.
Zum Beginn der 1870er Jahre entwickelte er parallel eine skizzenhafte Technik, derer er sich vor allem in der Landschaftsmalerei bediente.

## Bildauswahl

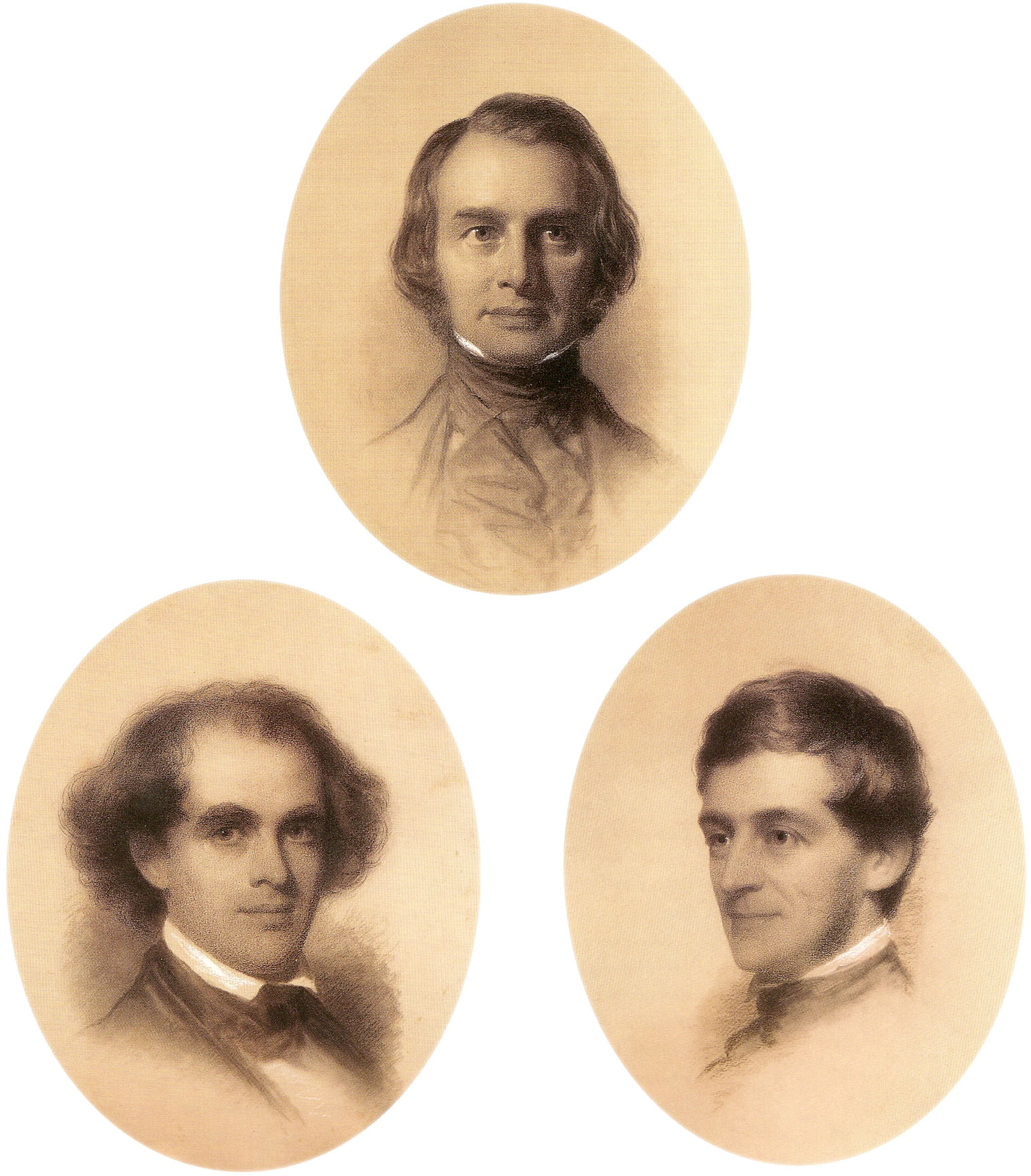
Henry Wadsworth Longfellow, Nathaniel Hawthorne, Ralph Waldo Emerson, alle Kreide auf Papier, 1846
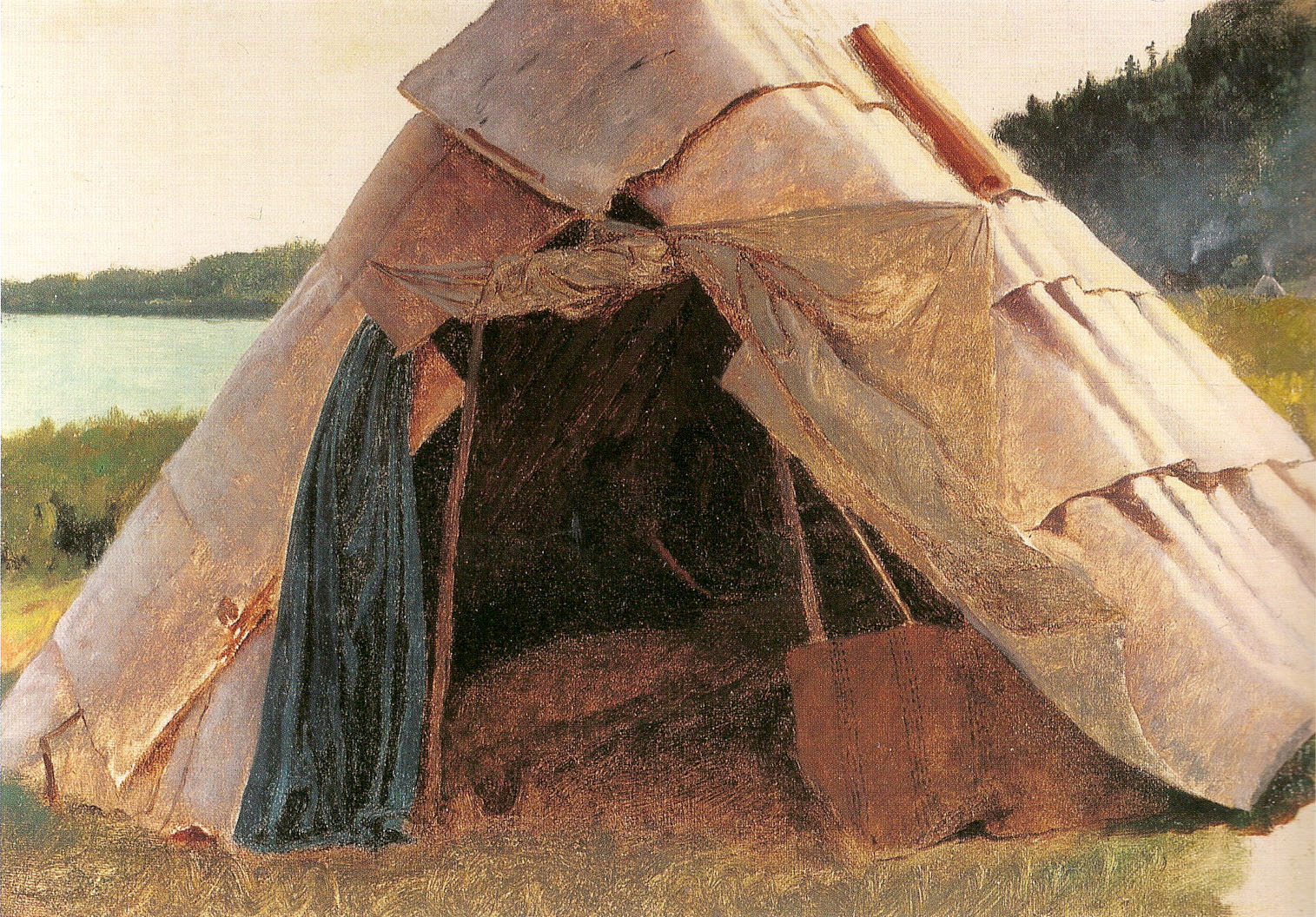
Ojibwe Wigwam at Grand Portage, 1857
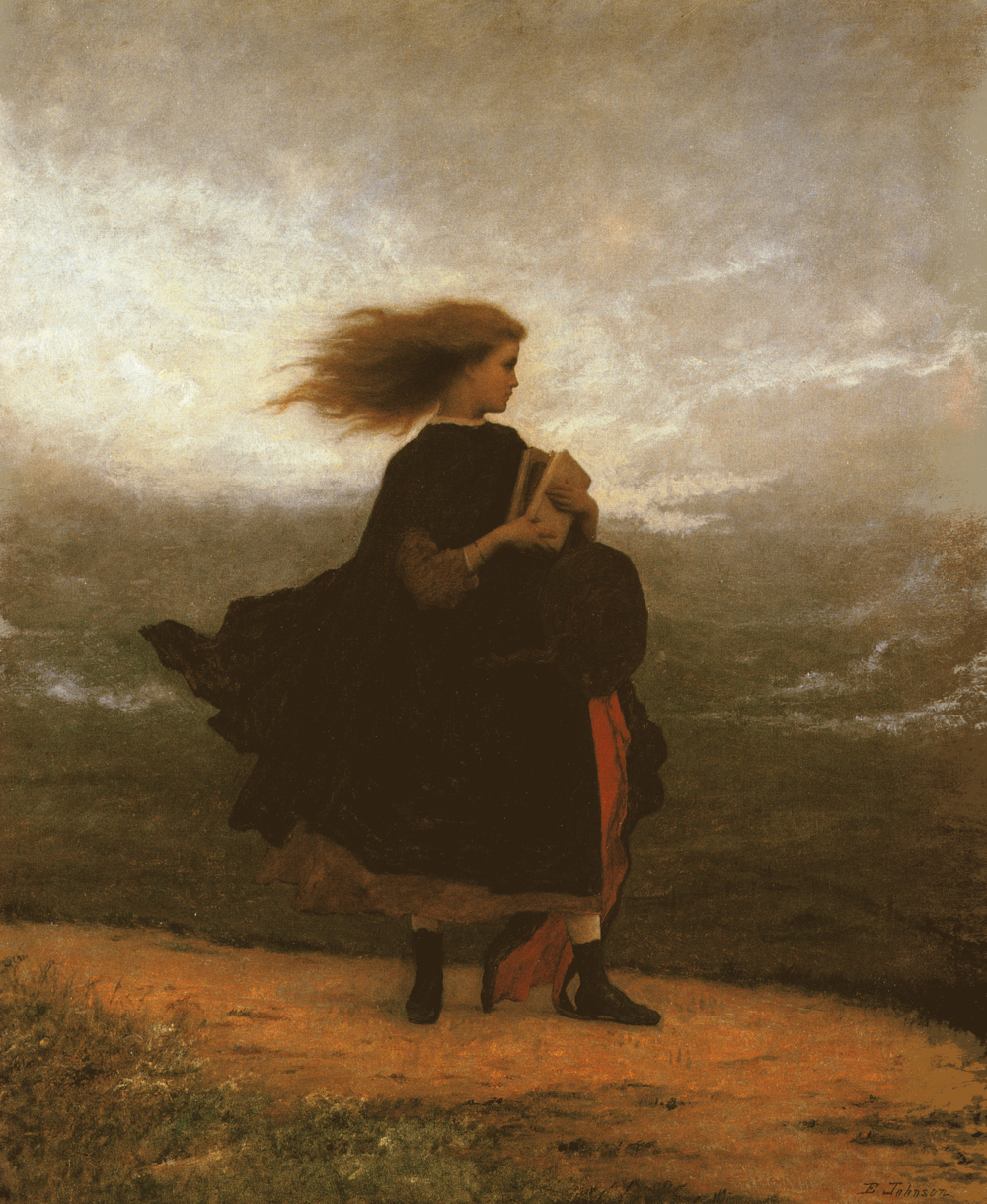
The Girl I Left Behind Me, 1875
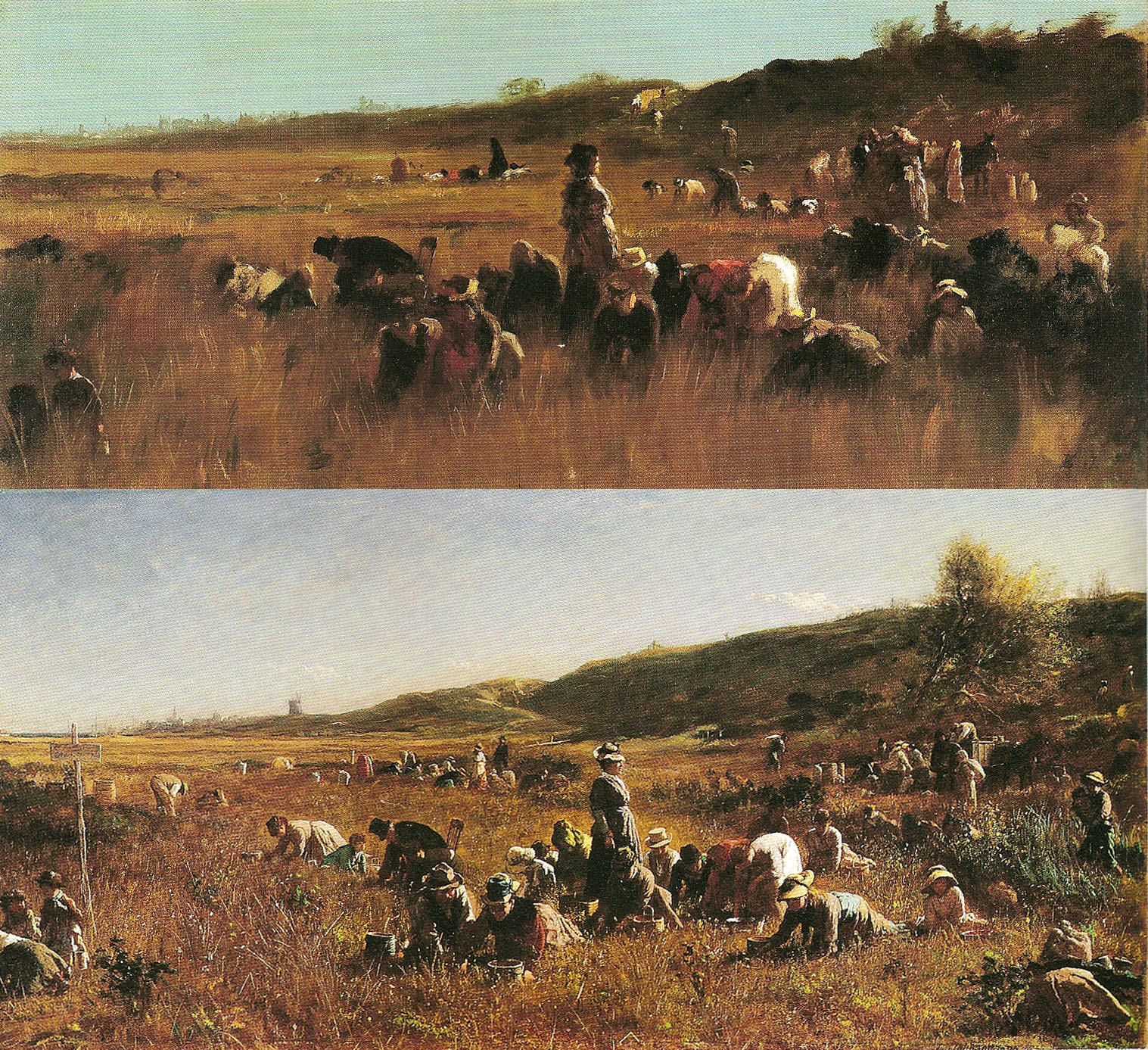
Vergleich von Cranberry Pickers, Nantucket, 1879, und The Cranberry Harvest, Island of Nantucket, 1880